# Dialogo de Cecco di Ronchitti da Bruzene in perpuosito de la Stella Nuova
Il Dialogo de Cecco di Ronchitti da Bruzene in perpuosito de la stella Nuova  è un pamphlet pseudonimo dell'inizio del XVII secolo che ridicolizzava le opinioni di un aspirante filosofo aristotelico, Antonio Lorenzini da Montepulciano, sulla natura e le proprietà della Supernova di Keplero, apparsa nell'ottobre 1604. Il Dialogo (tra due contadini del paesino agricolo di Brugine presso Padova) spiegava concetti astronomici elevati usando il linguaggio rozzo e aggressivo di un rustico dialetto pavano. Fu pubblicato per la prima volta nel marzo 1605 a Padova dall'editore Pietro Paolo Tozzi. Una seconda edizione fu pubblicata nello stesso anno a Verona dall'editore Bartolomeo Merlo. Antonio Favaro pubblicò il contenuto dell'opuscolo in lingua originale nel 1881, con annotazioni e un commento in italiano. Lo pubblicò di nuovo nel volume 2 dell'Edizione Nazionale delle opere di Galileo nel 1891, insieme a una traduzione integrale italiana leggermente addolcita nei toni rispetto all'originale padovano.
A partire da Favaro, che inserì l'opera nel corpus galileiano, gli studiosi concordano sul fatto che l'opuscolo sia stato scritto da Galileo Galilei o da uno dei suoi seguaci, Girolamo Spinelli, o più probabilmente da entrambi in collaborazione, ma non sono d'accordo sull'entità del contributo dato da ciascuno di loro alla sua composizione.
Una traduzione inglese fu pubblicata da Stillman Drake nel 1976. Una traduzione in lingua italiana, con una critica del significato astronomico, fu pubblicata da Alessandro De Angelis.